# Тельвак Віталій Васильович
Віта́лій Васи́льович Тельвак (н. 27.04.1974, м. Турка Львівської області) – історик, дослідник української та польської історіографії другої половини ХІХ – першої третини ХХ ст., грушевськознавець. Автор близько 500 наукових праць, серед них – 15 монографій.  Д-р істор. н. (2009), проф. (2011). 
| Текст вилучений зі статті через підозру в порушенні авторських прав |
| --- |
| Текст, що раніше перебував на цій сторінці, запідозрено в порушенні авторських прав на текст із таких джерел: http://web.archive.org/web/20230702105111/https://dspu.edu.ua/history/?page_id=201 Дата, коли було знайдено порушення: 12 серпня 2025. Тому, хто повісив цей шаблон: На сторінку обговорення користувача, який розмістив цю статтю, варто додати повідомлення {{subst:nothanks cv\|Тельвак Віталій Васильович\|url=http://web.archive.org/web/20230702105111/https://dspu.edu.ua/history/?page_id=201. |
| До уваги користувача, який розмістив цю статтю Не редагуйте статтю зараз, навіть якщо ви збираєтеся її переписати. Дотримуйтесь вказівок нижче. - Якщо власник авторських прав на зазначений вище матеріал дозволяє використовувати його на умовах GNU FDL без незмінюваних секцій та Creative Commons із зазначенням автора / розповсюдження на тих самих умовах, будь ласка, сповістіть про це на сторінці обговорення цієї статті. - Якщо правовласником є ви, додайте на зазначеному вище ресурсі примітку: «Матеріали дозволено використовувати на умовах GNU FDL без незмінюваних секцій та Creative Commons із зазначенням автора / розповсюдження на тих самих умовах». - Якщо дозволу на використання цього матеріалу немає, будь ласка, зробіть одне з двох: 1. Напишіть хоча б гарний накид статті на цій підсторінці. Зверніть увагу: не треба копіювати текст, що порушує авторські права, на зазначену підсторінку й редагувати його. Якщо ви взялися за написання нової статті, не забудьте сповістити про це на сторінці обговорення. 2. Залиште все як є, і тоді статтю буде вилучено. У випадку, якщо новий текст написано не буде, цю статтю буде вилучено через тиждень після появи цього попередження (детальніше див. документацію шаблону). Вихідний текст цієї статті з можливим порушенням копірайту можна знайти в історії змін. Зверніть увагу, що розміщення у Вікіпедії матеріалів, автор яких не надав явного дозволу на їхнє використання відповідно до ліцензії GNU FDL без незмінюваних секцій та Creative Commons із зазначенням автора / розповсюдження на тих самих умовах, може бути порушенням законів про авторське право. Користувачів, які додають до Вікіпедії такі матеріали, може бути тимчасово позбавлено права редагувати статті. Попри все, ми завжди раді вашим оригінальним статтям. Дякуємо. Цю сторінку внесено до категорії Вікіпедія:Можливе порушення авторських прав. |

Стипендії та грання: Грант NATO Advanced Fellowships Program - Східний інститут Варшавського університету) (Варшава, липень-грудень, 2002 р.); грант Ягеллонського університету (Фонд королеви Ядвіги) - Краків, грудень, 2002 р.); грант Ягеллонського університету (Фонд королеви Ядвіги) - Краків, листопад, 2003 р., Краків, жовтень, 2004 р.); грант Польської Академії наук (Фонд Юзефа Мяновського) - Варшава, листопад-грудень, 2003 р., Варшава, червень-липень, 2006 р.; грант Польської Академії наук (Стипендія Марії Здзярської-Залєської Історико-літературного товариства в Парижі) - Париж, вересень-жовтень, 2007 р.; грант Центру перспективних наукових досліджень та освіти в галузі соціальних і гуманітарних наук (CASE) - Вільнюс, жовтень 2006 – червень 2007 р.; грант Канадського інституту українознавчих досліджень (КІУС) - Канада, 2014 р., 2017-2023 рр.; грант Варшавського університету (науковий стаж при Нагороді Івана Виговського) - Лодзь-Вроцлав, 2018-2019 рр.; грант Президента України для підтримки наукових досліджень докторів наук на 2019 р.; грант Фундації імені Кшиштофа Скубішевського (Варшава, липень-жовтень 2022 р.).
Учасник граних проєктів: виконавець науково-дослідної роботи: «Спільна історія України та Білорусі в сучасній колективній пам’яті обох народів: компаративний аналіз» (2016, ДФФД); виконавець науково-дослідної роботи: «Образи «сусідів» на прикордонні України, Польщі, Білорусі: конфліктні історичні дискурси про минуле та моделі примирення» (2017-2018, ДФФД); виконавець науково-дослідної роботи: «Національна політика іноземних держав на західноукраїнських землях (перша половина ХХ ст.): практика, досвід, уроки для сучасності» (2017-2018, ДФФД); виконавець науково-дослідної роботи: «Українські дівки і дівиці в буденних просторах всеукраїнських і міжнародних конференцій у 2000-2025 рр. Спогади і матеріали"
Нагороди: 2023 - Лауреат обласної премії для працівників наукових установ й закладів вищої освіти Львівської області у 2023 році за значні досягнення у галузі науки, які сприяють соціально-економічним перетворенням у регіоні й утверджують високий авторитет науковців Львівщини в Україні та світі.  2021 - Лауреат Премії імені Михайла Грушевського НАН України. 2018 – Подяка Львівської обласної ради. 1997-2021 – грамоти за визначні наукові здобутки (Дрогобицький державний педагогічний університет ім. Івана Франка).

Основні праці:
- Михайло Грушевський: життєпис на тлі доби. Херсон: Видавництво ОЛДІ-ПЛЮС, 2021. 572 с. (у співавторстві з Русланом Пирогом).
- Листування Михайла Грушевського. Т. 7: Листування Михайла Грушевського з Олександром Барвінським Упоряд. В. Тельвак, М. Дядюк; ред. І. Гирич, А. Атаманенко. – Львів; Київ; НьюЙорк; Острог, 2019. – 208 с.
- Львівська історична школа Михайла Грушевського. Львів: Світ, 2016. 440 с. (співавтор Василь Педич)
- Михайло Грушевський: біографічний нарис. К.: Либідь, 2016. 576 с. (у співавторстві з Русланом Пирогом).
- Михайло Грушевський. Життєпис на тлі доби. Том. І. Дрогобич-Ополє, 2016. 238 c. (співавтори Вікторія Тельвак і Роман Новацький)
- Михайло Грушевський. Життєпис на тлі доби. Том. ІІ. Дрогобич-Ополє, 2016. 255 c. (співавтори Вікторія Тельвак і Роман Новацький)
- Постать Михайла Грушевського в історіографії Центрально-Східної Європи (кінець ХІХ – 30-ті роки ХХ століття). Дрогобич, 2012. 169 c.
- Грушевськознавство. Підручник для історичних факультетів вищих навчальних закладів. Дрогобич, 2011. 236 с.
- Грушевськознавство – спеціальна галузь історичних знань. Дрогобич, 2009. 280 с.
- Творча спадщина Михайла Грушевського в оцінках сучасників (кінець ХІХ – 30-ті роки ХХ століття). Київ-Дрогобич: Вимір, 2008. 494 с.
- Михайло Грушевський на тлі доби. Перша частина. Дрогобич-Opole: Politechnika Opolska, 2008. 378 s. (співавтор Роман Новацький)
- Wybitne przedstawiciele kultury europejskiej. Mychajło Hruszewski (1866-1934). Opole: Politechnika Opolska, 2007. 375 s. (співавтори Вікторія Тельвак і Роман Новацький)
- Михайло Грушевський як дослідник української історіографії. Київ-Дрогобич, 2005. 334 с. (співавтор Вікторія Тельвак)
- Теоретико-методологічні підстави історичних поглядів Михайла Грушевського (кінець ХІХ-початок ХХ століття). Нью-Йорк-Дрогобич, 2002. 236 с.